# 이러닝(전자학습)산업 발전 및 이러닝 활용 촉진에 관한 법률
이러닝(전자학습)산업 발전 및 이러닝 활용 촉진에 관한 법률은 이러닝산업의 발전에 필요한 사항을 정함으로써 이러닝을 활성화하여 국민의 삶의 질을 향상시키고 국민경제의 건전한 발전에 이바지함을 목적으로 하는 법이다. 2004년 7월 29일 시행되었다.

## 같이 보기
- 전자학습